# Saint Eugenie
Saint Eugenie es un cono de cenizas situado entre los volcanes de Durban y Lasseube. Esta erosionado. Sus coordenadas son:  43.550449°   0.590749°.